# Šveđani
Šveđani (švedski: svenskar), sjevernogermanski narod, oko 14 000 000 pripadnika naseljenih u Švedskoj, i znatnoj manjini u SAD-u, te u Finskoj, Kanadi, Norveškoj i Danskoj. U pohodima vikinških družina doprli su do Škotske, Engleske, Islanda, Grenlanda i Sjeverne Amerike, a trgovali su s Prusima i Arapima. Šveđani su oko 1000. godine primili kršćanstvo. Osobito se njeguje seoski obrt i umjetnost.

## Ime
Šveđane spominje Tacit u Germaniji, nazivajući ih imenom Suioni, vjerojatno krnji oblik koji je u staroengleskom glasio  'Sweonas' , a u švedskom  'Svear' , a označava stare pretke današnjeg naroda  'Svenskar'  (Šveđana).  Ime nalazimo u raznim oblicima kod raznih autora. U raznim staronorveškim dijalektima nazivani su Svíþjóð i Sweþiuð i kao Suetidi u Jordanesovoj Getiki iz 6. stoljeća. Prvi rođaci ovih Sweara bili su Dani, preci današnjih Danaca.

## Povijest
'Predpovijesno doba' 
Povijest švedskog naroda, ili njihovih predaka može se pratiti još od pojave prvog naselja na području današnje Švedske, a ono datira iz vremena od 12.000 godina prije Krista, odnosno nakon što se počeo topiti led koji je 2000 prije toga prekrivao današnju Švedsku. 8000-6000 godina prije Krista ovaj kraj naseljen je lovcima i ribarima koji se služe kamenim oruđem. Uslijedit će brončano doba od 1800 do 500 pr. Kr., kada započinju velike seobe ranim željeznim dobom što će potrajati do 400. Kristove ere i kroz Vendelov period (550. – 800.) čime i započinje vikinško doba. 
 'Novija povijest' 
Vikinzi se javljaju u 9. stoljeću. To su pustolovi koji poduzimaju duga putovanja svojim brodovima i koloniziraju kako Baltička tako i ostala područja na raznim krajevima sijeta. Švedski srednjovjekovni period započet će u 12. stoljeću kada se osnivaju provincije u labavu federaciju  'Švedsku' . Godine 1397, pod vodstvom kraljice Margarete, kćerke danskog kralja Valdemar Atterdaga i njegove žene Helvige, Švedska, Norveška i Danska ujedinit će se pod jednom krunom. Iz ovog saveza Šveđani izlaze u ranom 16. stoljeću pod vodstom kralja Gustav Vase, koji će katoličanstvo zamijeniti protestantizmom i stvoriti jaku središnju vlast. Za Švedsku nastaje zlatno doba vladarom Gustavom II. Adolfom. Tada nastaju gradovi kao Göteborg, a sam kralja ratuje protiv južnih susjeda Danaca, kao i u Tridesetgodišnjem ratu i pogiba u Bici za Lützen. Tijekom dvaju svjetskih ratova u 20.-tom stojeću Švedska će ostat neutralna, i izrast u jednu od najnaprednijih suvremenih država.

## Život i običaji
Većina Šveđana živi danas u urbanim zajednicama, dok se tipična švedska kuća očuvala na selu. Kuća je malena, drvena, često puta bojana crveno ili zeleno, s krovom na dvije vode. Od starih obrta osobito je omiljeno drvorezbarstvo, keramika, tkalaštvo a nadasve su nadareni u proizvodnji prekrasnih staklenih predmeta. U staklenom carstvu, "Glasriket" u Smålandu, danas ručno rade najpoznatiji švedski staklopuhači i dizajneri u staklu.
Kuhinja Šveđana je jednostavna, a najpoznatije jelo je smörgåsbord, kojeg nalazimo i kod njihovih zapadnih susjeda Norvežana kao koldtbord, i kod Danaca na jugu kao kolde bord. Ovo jelo može se naći i kod Finaca gdje ga nazivaju seisova pöytä, noutopöytä ili voileipäpöytä, i nije ništa drugo nego ono što se među slavenskim skupinama (Rusi, Hrvati) naziva zakuska, a Englezi su ovo preveli kao "sandwich table". Kod Šveđana na stolu se smörgåsbord sastoji od ribe, mesa, sira, salate i drugog. Kako uz morsku obalu imaju i mnogo rijeka i jezera, riba je jedno od najglavnijih jela. Jede se marinirana, svježa i sušena, a među najpopularnijima je haringa.